# NGC 3735
NGC 3735 é uma galáxia espiral (Sc) localizada na direcção da constelação de Draco. Possui uma declinação de +70° 32' 08" e uma ascensão recta de 11 horas, 35 minutos e 57,1 segundos.
A galáxia NGC 3735 foi descoberta em 7 de Dezembro de 1801 por William Herschel.